# Gränsövergång

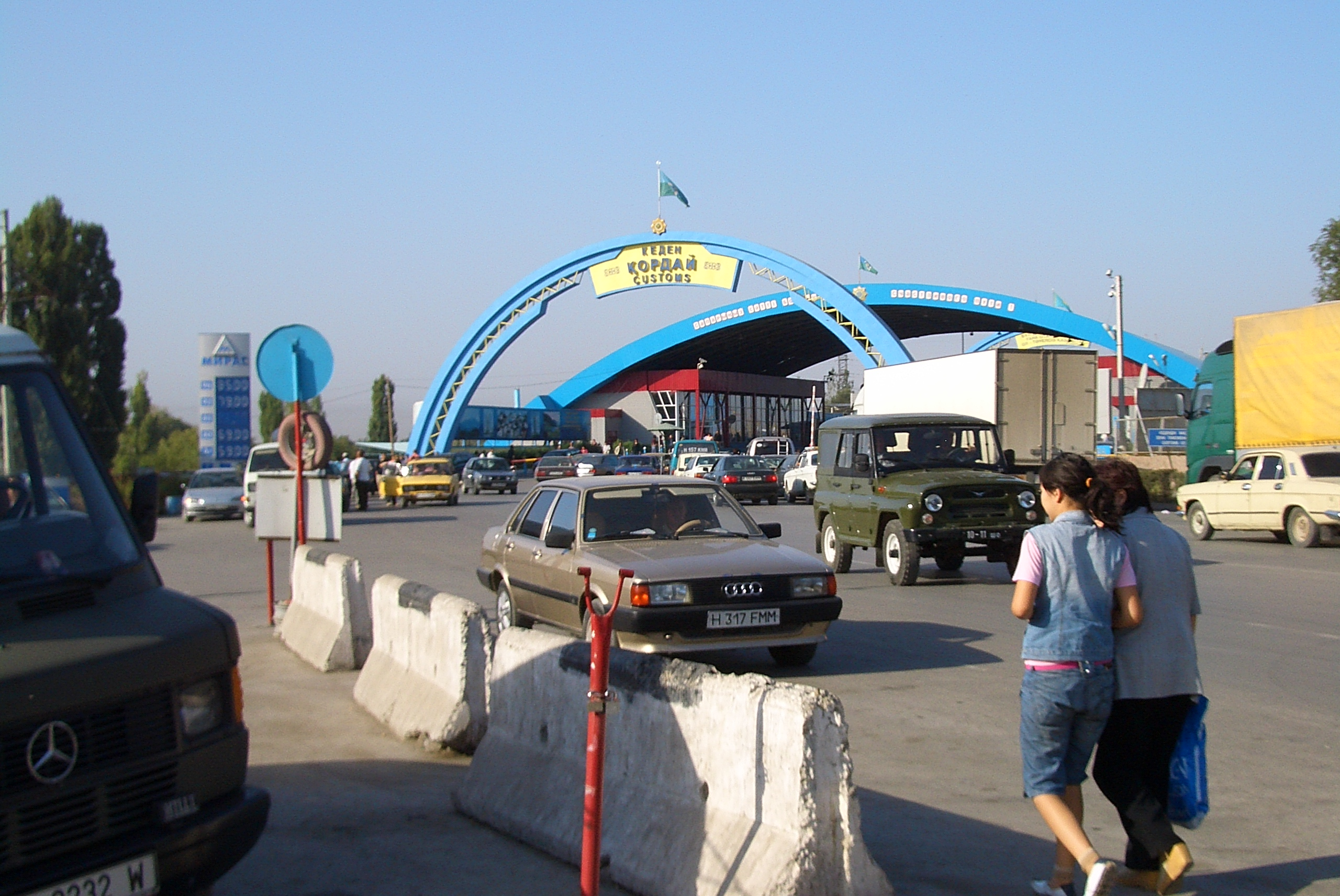
Bevakad gränsövergång mellan Kirgizistan och Kazakstan.

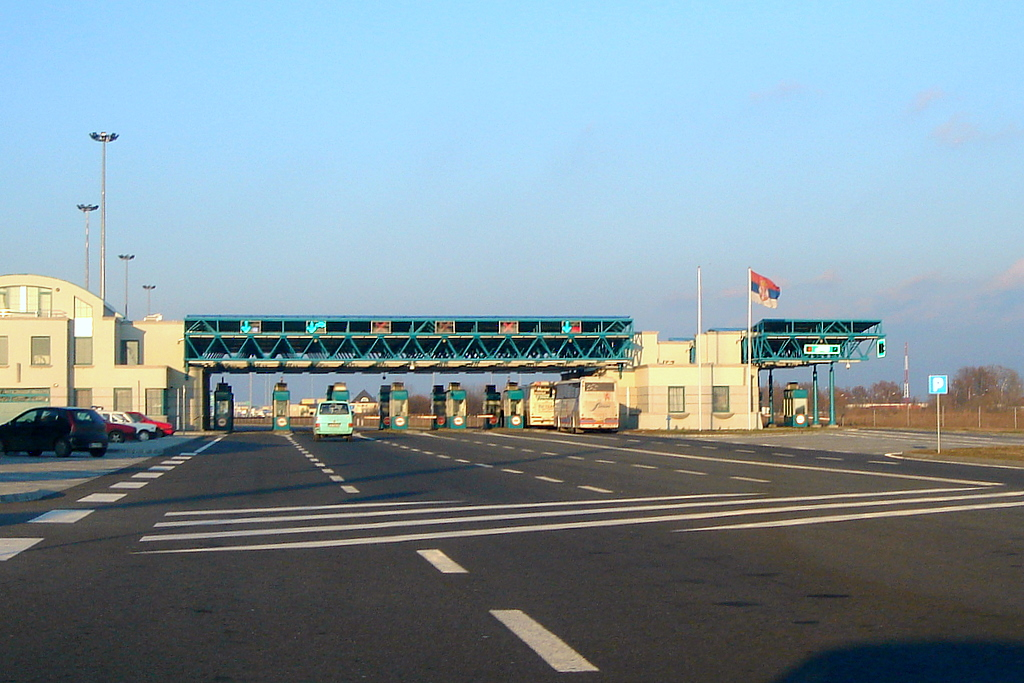
Gränsövergång på motorvägen mellan Serbien och Ungern.

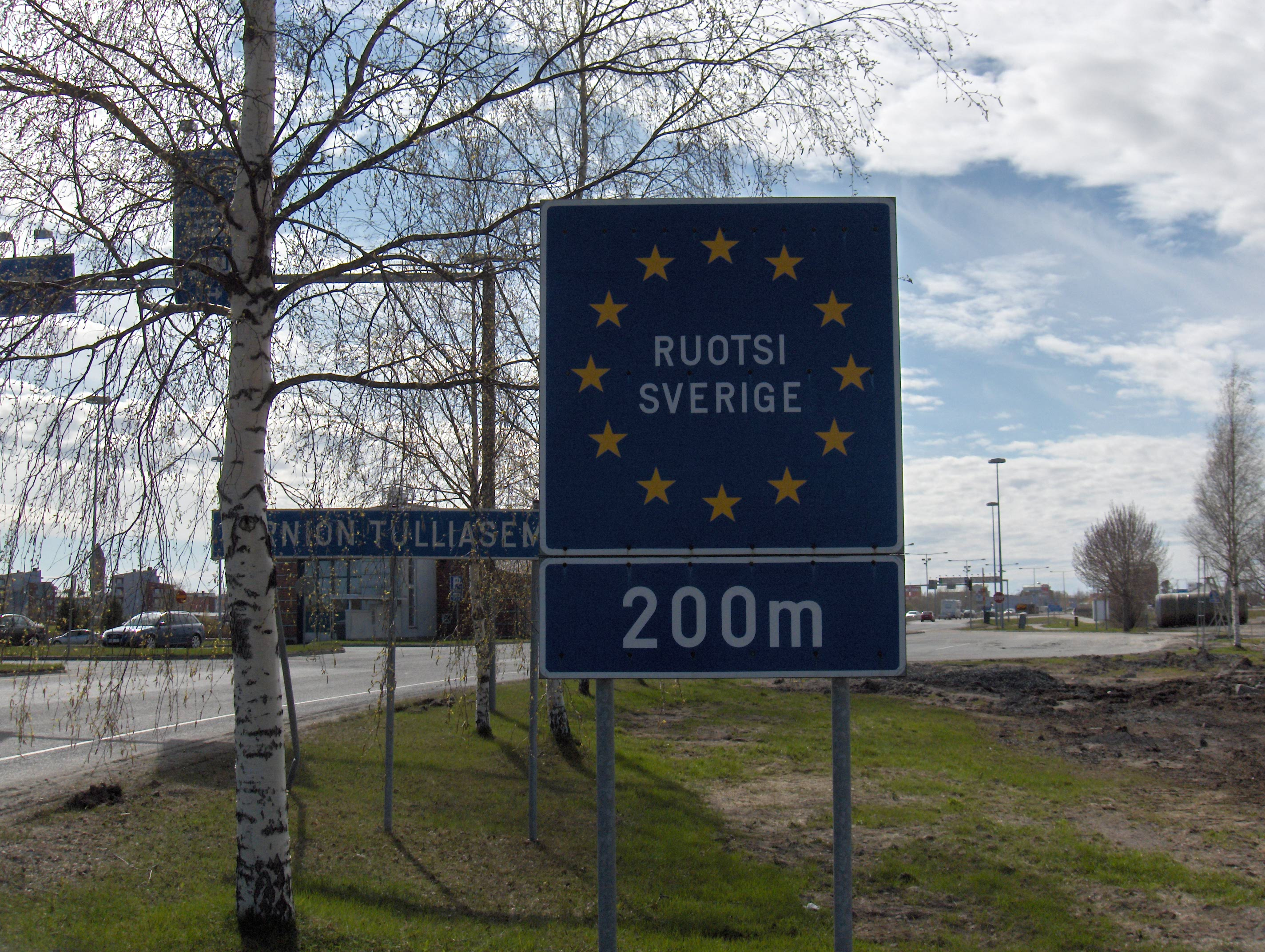
Obevakad gränsövergång mellan Sverige och Finland, i enlighet med Schengensamarbetet.

Gränsövergång, formellt gränsövergångsställe, kallas en officiell bevakad eller obevakad passage över en statsgräns mellan två stater. Vid de flesta gränsövergångarna i världen är det passkontroll, för att förhindra personer av oönskat medborgarskap att komma in i ett land. Dessutom är det oftast Tullstationkontroll, för att hindra otillåten införsel av förbjudna varor, eller se till att tull, moms och andra skatter betalas vid införsel.
Gränsövergångar finns vid bilvägar, järnvägar, hamnar samt flygplatser. Flygplatserna och hamnarna ligger ofta inte vid statsgränserna, men används för gränskontroller av praktiska skäl. Det de flesta förknippar med gränsövergångar är bilvägar, hamnar och kontrollerna vid flygplatser. För gång- och cykelvägar är det antingen ingen kontroll eller så går inga sådana över gränsen förutom vid väggränsövergångar.
I många länder övervakas gränsövergångar strikt, ofta motiverat med brottsbekämpning. Ofta har tulltjänstemän vid gränsövergångar befogenheter som överskrider de befogenheter som polis normalt har, till exempel kan de ofta låsa in misstänkta tillfälligt på mycket lösare grunder än polisen får.

## Historia
Genom historien har bevakning vid gränsövergångar ofta skärpts och mindrats, beroende på omgivningen. I krigstider har ofta gränsbevakningen ökat för att sedan ofta mildras i tider av fred.

## Norden
Som ett resultat av det nordiska samarbetet blev gränsbevakningen under 1900-talet mildare mellan de nordiska staterna. Nordiska passunionen infördes den 1 juli 1954, vilket medförde fri rörlighet för personer inom Norden. Passkontroll avskaffades formellt, men behölls för inresa från Danmark och alla flygresor, där dock nordiska medborgare kunde passera utan pass (om de via utseende, språk eller id-kort kunde göra sannolikt att de var nordbor). Då Schengensamarbetet inleddes utvidgades denna rätt till att gälla också andra än nordbor. Tullkontrollen fortsatte dock som tidigare, förutom att den blivit mindre strikt vid bilresor. Den som har varor att förtulla skall dock fortsättningsvis i använda de officiella övergångsställena och kontakta tullen.
Fritidsbåtar och privata flygplan får ta sig mellan Schengenländerna utan att besöka något gränsövergångsställe, om de inte har varor att förtulla. Fritidsbåtar från andra länder måste anmäla sig en hamn som är officiellt övergångsställe. Nationalflagga bör föras vid internationella båtesor.

## Andra länder
Från slutet av 1940-talet till slutet av 1980-talet var gränsbevakningarna mycket hårda längs de då kommunistiska ländernas gränser mot icke-kommunistiska länder. Stängsel och murar fanns uppsatta längs hela gränsen, och fordon kontrollerades noga. Efter järnridåns fall har dessa stängsel och murar i många fall tagits bort.
Däremot har nya i form av stängsel satts upp på några håll vid Schengenområdets yttre gräns, till exempel stängslen runt de spanska enklaveorterna Ceuta och Melilla. Ett annat exempel är Litauens gräns mot Vitryssland som stegvis blivit mer och mer bevakad sedan Sovjetunionens fall och Litauens inträde i EU och Schengensamarbetet. USA har delvis satt upp staket på gränsen mot Mexiko. Indien har satt upp stängsel vid gränsen mot Bangladesh, Israel har byggt en barriär runt Gazaremsan. Dessa sattes upp för att stoppa smuggling, terrorister och annan illegal invandring. Dessa gränser kontrollerar dock resandet in i de egna länderna, medan kommunistländernas gränser främst kontrollerade resandet ut ur de egna länderna.
Under 1990-talet blev gränsbevakningarna mellan många av Europas stater mindre stränga, dels på grund av Schengensamarbetet i väst och dels på grund av de socialistiska regimernas fall i Östeuropa. Schengensamarbetet innebär att man kontrollerar pass noggrannare vid områdets yttre gräns, och samtidigt lättar på kontrollen mellan dessa stater. Detta har dock medfört strängare gränsbevakningar mellan länder som inte är anslutna till Schengensamarbetet. En stark uppstramning är transportörsansvaret, att flygbolag och färjebolag måste kontrollera att passagerarna har rätt att resa in. Detta har dock gjort det svårare för asylsökande, de hade annars kunnat söka asyl vid passkontrollen, även om de inte haft skäl. Att söka asyl kräver inresa först, att söka på ambassad ger alltid nej (Regeln om första asylland).

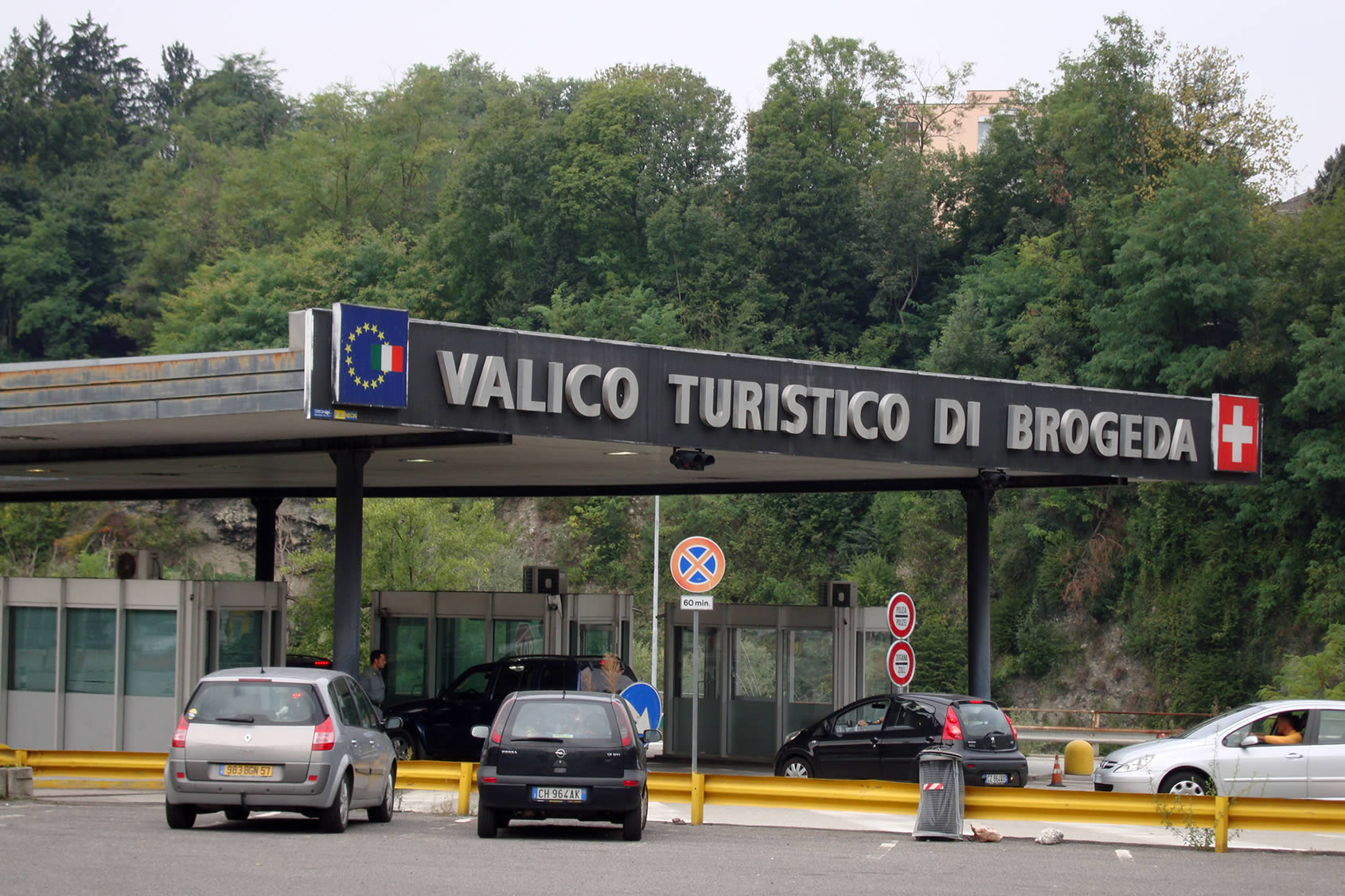
Bevakad gränsövergång mellan Italien och Schweiz

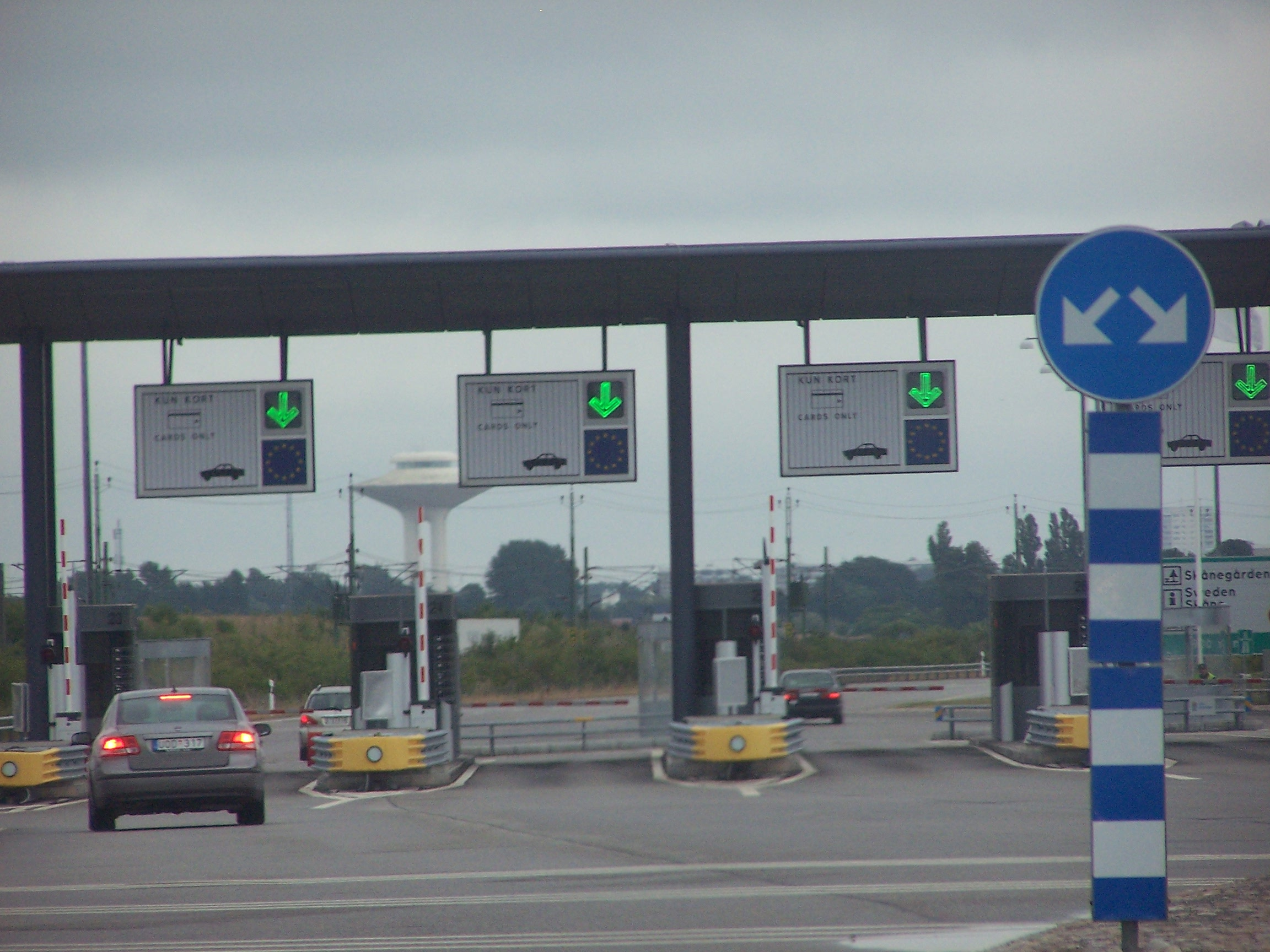
Bevakad gränsövergång med tullkontroll mellan Sverige och Danmark vid Öresundsbron.

Schengenavtalet medförde att myndigheterna vid resa från ett schengenland till ett annat inte längre rutinmässigt får fråga alla resenärer vad de gjort utomlands.
I  Sovjetunionen fanns inga gränskontroller mellan delrepublikerna, däremot id-kontroller på tåg och flyg (som fortfarande finns). När Sovjetunionen delades upp i 15 länder infördes gränskontroller även vid vägar, i en del fall rejält noggranna.

## Bevakade gränsövergångar
Bevakade gränsövergångar bevakas av polis och finns nästan överallt i världen, men gränskontrollerna är nästan obetydliga mellan stater som skrivit på Schengenavtalet eller stater som ingått i passunioner, till exempel mellan Irland och Storbritannien. Flygplatser är ofta extra hårt bevakade avseende personkontroll, eftersom personer från mer fjärran länder vanligen reser med flyg. Vid de flesta bevakade gränsövergångarna finns en tullstation.
I allmänhet finns inga hinder såsom stängsel i terrängen, och kontrollen sker i första hand vid gränsövergångarna. I Schengenavtalet anges dock att det ska finnas en viss bevakning av den obanade terrängen och kusten vid Schengenländernas yttre gräns. Det görs särskilt vid sträckor där många tar sig över illegalt. Stängsel finns på ett fåtal ställen (exempelvis vid Litauens gräns mot Vitryssland). Många andra länder som är noga med gränsbevakningen har också sådana kontroller.

## Obevakade gränsövergångar
Obevakade gränskontroller finns inom Schengensamarbetet. Vissa länder har dock valt att behålla tullkontrollerna. Man anser här att det är viktigt att underlätta resor mellan länder som har goda relationer till med varandra, att man litar på varandras passkontroll, och därmed att risken att fel medborgare passerar gränsen är liten. Inom Schengensamarbetet har dock gränserna mot så kallat tredje land skärpts.